# Parada (film din 1974)
Parada (în franceză Parade) este un film de comedie francez din 1974, regizat de Jacques Tati.